# Джо Ґрінштейн
Джо Ґрінштейн (англ. Joe Greenstein, 2 січня 1893 — 8 жовтня 1977) — стронґмен, більш відомий під прізвиськом «Могутній атом».

## Біографія

### Ранні роки
Ґрінштейн народився в Польщі, у місті Сувалки в 1893 році. У дитинстві він хворів на респіраторні захворювання, і, коли хлопчикові було 14 років, лікарі винесли йому вердикт — він помре від туберкульозу. Приблизно в той же час Джозеф познайомився з цирковим важковаговиком, відомим як «Чемпіон Воланко», який і взяв юного Ґрінштейна під свою опіку. Протягом 18 місяців Джозеф подорожував з Воланко і Цирком братів Іссакових. Весь цей час він ретельно вивчав режим силових тренувань. Згодом він повернувся до Польщі, одружився з дівчиною Лії і став професійно займатися боротьбою.

### Переїзд до США
Через зростання антисемітських настроїв у Східній Європі він перебрався до Сполучених Штатів Америки. Спочатку він оселився в місті Галвестон, штат Техас, працював докером і в галузі нафтопромислу. У теж час Грінштейн продовжував професійно займатися боротьбою і виступав під ім'ям «Малюк Грінштейн». У 1914 році божевільний техаський шанувальник його дружини напав на нього і з відстані 30 футів вистрілив Джозефу в обличчя. Куля потрапила між брів. Але того ж дня Грінштейн вийшов з лікарні — куля не те щоб не пробила його череп, а розплющилася від удару.
 

### Деякі досягнення атлета
Не дивлячись на те, що його зріст був всього лише 163 см, а вага близько 64 кг, Грінштейн став одним з найсильніших важковаговиків 20 століття. І ось лише деякі приклади його силових досягнень:
 
— Він міг голими руками пробити цвяхами дошку товщиною 6 см.
 
— Лежачи на цвяхах, він міг утримувати на своїх грудях 14 музикантів з джаз-бенду.
 
— Він міг міняти покришки на машині без застосування будь-яких інструментів.
 
— Він міг розірвати цілих три, скріплених між собою, ланцюги лише силою своїх грудей.
 
— Він міг розігнути залізний стрижень або підкову, тримаючи один кінець зубами і зафіксувавши інший в лещатах.
 
— Він міг розігнути арматурний стрижень товщиною більше 1 см своїм волоссям.
 
— Він міг перекушувати зубами навпіл цвяхи (а також проробляв це з 25-центовой монетою).
 
— Грінштейн неодноразово демонстрував силу свого волосся. Так, одного разу на очах у здивованої публіки, прив'язавши волосся до вантажівки з пасажирами, тягнув її за собою. Він міг протистояти тязі літака силою свого волосся! За ці досягнення про нього навіть говорили — людина, волосся якої можуть утримувати літаки. Це досягнення було документально підтверджено 29 вересня 1928. Ці події відбувалася в аеропорту Буффало, про що була опублікована стаття в газеті «Буффало Івнінг Таймс».
 

### Після закінчення виступів
Аж до 80 років Грінштейн продовжував виступати, демонструючи свої силові досягнення. Свій останній виступ він провів у перший день народження свого правнука — 11 травня 1977 в Медісон Сквер Гарден. Кілька разів він був представлений в телевізійному шоу «Believe It Or Not», а в 1976 році він потрапив до Книги Рекордів Гіннеса.
 
Після закінчення своєї кар'єри він займався продажем мила з кокосовим маслом, а також еліксирів здоров'я на різних ярмарках і фермерських ринках. Мер Нью-Йорка Фьорелло Ла Гуардіа написав Грінштейну лист подяки за його участь у підготовці співробітників міського поліцейського управління.
 
У роки Другої Світової Війни Грінштейн на добровільних засадах викладав допоміжним загонам поліції Нью-Йорка джиу-джитсу. Це було задовго до того, як цей вид бойового мистецтва отримав популярність в Америці. Навіть у віці 81 року Грінштейн продовжував виступати. Він як і раніше вражав публіку на Медісон Сквер Гарден, демонструючи, як він може розгинати підкови і вганяти шипи в метал голими долонями.

## Смерть
Джозеф Грінштейн помер 8 жовтня 1977 року від раку.